# Maxim Vengerov

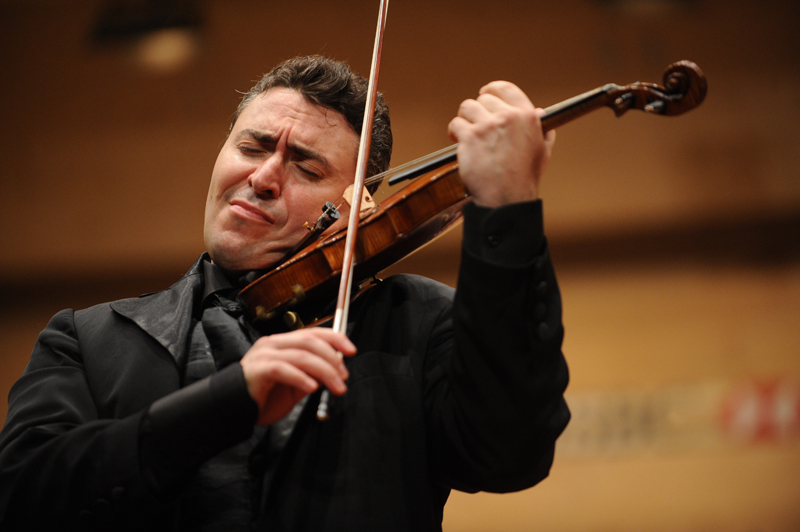
Maxim Vengerov

Maxim Vengerov (ursprünglich russisch Максим Александрович Венгеров/Maxim Alexandrowitsch Wengerow, wiss. Transliteration Maksim Aleksandrovič Vengerov; * 15. August 1974 in Nowosibirsk, UdSSR) ist ein russisch-israelischer Geiger, Bratschist, Musikpädagoge und Dirigent.

## Leben

### Werdegang
Maxim Vengerov wuchs als Einzelkind  in einem musikalischen jüdischen Elternhaus auf. Sein Vater spielte Oboe im Sinfonieorchester von Nowosibirsk, seine Mutter leitete ein Waisenhaus und einen Kinderchor. Laut Vengerov sangen 500 Kinder in dem Chor. Der kleine Maxim erlebte seine Mutter als Chorleiterin. Im Alter von etwa drei, vier Jahren besuchte er die Proben des Sinfonieorchesters von Nowosibirsk, in dem sein Vater mitspielte, und bewunderte dessen Chefdirigenten Arnold Katz.
Vengerov wurde zunächst fünfeinhalb Jahre lang von Galina Turtschaninowa in Nowosibirsk unterrichtet. Laut Vengerov war sie eine strenge, aber faire Lehrerin. Er übte damals bis zu acht Stunden am Tag, um sich auf den Unterricht bei ihr vorzubereiten. Irgendwann rebellierte Vengerov. Er kam fünfmal hintereinander zum Unterricht und weigerte sich, einen Ton zu spielen. Turtschaninowa zitierte seine Mutter herbei und sagte, sie werde Maxim nicht mehr unterrichten. Als die Mutter in Tränen ausbrach, erschrak Maxim. Er nahm seine Violine und spielte 17 Stücke, die Gegenstand des Unterrichts waren, aus dem Gedächtnis. Es stellte sich heraus, dass er sie geübt hatte. Turtschaninowa willigte ein, den Unterricht fortzusetzen. Sie soll dabei gesagt haben: „Ein Geiger wie Maxim wird nur einmal in hundert Jahren geboren.“ Vengerov blieb später mit ihr verbunden und besuchte sie nach Möglichkeit immer, wenn er ein Konzert in Moskau gab.

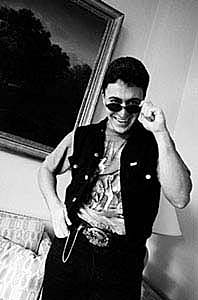
Vengerov im Jahr 1995, fotografiert von Erling Mandelmann

Ab 1985 war er fünfeinhalb Jahre lang Schüler von Zakhar Bron, der als Lehrer herausragender Geiger wie Vengerov, Vadim Repin, Daniel Hope, David Garrett und Daishin Kashimoto bekannt wurde. Vengerov folgte ihm, als Bron in den Westen ging und an die Musikhochschule Lübeck wechselte. Nach elf Jahren Unterricht bei Turtschaninowa und Bron wurde Vengerov von allen als Berufsmusiker und nicht mehr als Wunderkind wahrgenommen, wie er später berichtete. Über Bron sagte er: „Nach meinem Studium bei Bron entschied ich mich, keinen weiteren Lehrer zu haben. Wenn du einmal bei einem so großartigen Lehrer warst, wen kannst du dann noch haben?“ Isaac Stern habe ihm dann aber bei einer einzelnen Unterrichtsstunde bewusst gemacht, dass er noch dazulernen müsse.
Im Jahr 1990, als er 16 Jahre alt war, zog Vengerov mit seinen Eltern und seiner Großmutter nach Israel. Damals wanderten viele Juden von der Sowjetunion nach Israel aus. Er lebte drei Jahre in Israel und besuchte die Jerusalem Academy of Music and Dance. Dann kehrte er nach Europa zurück.
Im Alter von 17 Jahren lernte er Mstislaw Rostropowitsch und Daniel Barenboim kennen, die langjährige Mentoren für ihn wurden. In einem Interview berichtete er, dass sie so verschieden „wie die Sonne und der Mond“ waren. Barenboim war autoritär und hatte sehr genaue Vorstellungen, wie er, Vengerov, zu spielen hatte. Rostropowitsch dagegen gab ihm „enorme Mengen an Informationen“, ließ ihm aber bei den Konzerten die Freiheit, sein Spiel selbst zu gestalten. Auf seiner Website hebt Vengerov Rostropowitsch als seinen Mentor hervor.
1992 spielte Vengerov ein Violinkonzert von Mozart bei den Salzburger Festspielen, Trevor Pinnock dirigierte. Die Begegnung mit Pinnock führte dazu, dass Vengerov zwei Jahre lang Kurse besuchte, um sich in der Musik für die Barockvioline und in historischer Aufführungspraxis weiterzubilden. Im Jahr 2000 gaben Vengerov und Pinnock Konzerte, in denen sie in der ersten Hälfte Barockmusik gemäß der historischen Aufführungspraxis vortrugen und in der zweiten Hälfte Mozart- und Beethoven-Sonaten, bei denen der als Cembalist bekannte Pinnock auf einem modernen Steinway-Flügel spielte.
Im Alter von 23 Jahren wurde Vengerov zum ersten Mal in einer TV-Dokumentation porträtiert. Der Film zeigte ihn im Jahr 1997 unter anderem bei der Zusammenarbeit mit dem Chicago Symphony Orchestra, mit seinem Klavierpartner Daniel Barenboim und mit Schülern. Barenboim sagte in dem Film, Vengerow habe eine Wirkung auf das Publikum, die man „Starqualität“ oder „Charisma“ nennt, aber auch einen tiefen Ernst und eine künstlerische Ehrlichkeit, die es ihm verbiete, es sich einfach zu machen. 1997 wurde Vengerov als erster Vertreter der klassischen Musik UNICEF-Goodwill-Botschafter. Er engagierte sich mit Benefizkonzerten für UNICEF und kam als Botschafter in Ländern wie beispielsweise Bosnien und Herzegowina, Serbien, Thailand, Türkei und Uganda mit Kindern in Kontakt, die er für Musik zu begeistern versuchte.
Im Jahr 2000 nahm der weltbekannte Virtuose zur Überraschung der Weltöffentlichkeit einen Ruf der Musikhochschule des Saarlandes an. Bis 2006 wirkte er als Professor für Violine in Saarbrücken. Daran schloss sich ein Engagement als Gastprofessor an der Royal Academy of Music in London an.
Im Jahr 2005 wollte Vengerov eigentlich ein Jahr lang pausieren, um neue Kraft zu gewinnen. Es gelang ihm aber nicht, er gab in diesem Jahr immer noch 50 Konzerte. Dazu zählt die Uraufführung einer ungewöhnlichen Auftragskomposition: Beim Viola Tango Rock Concerto von Benjamin Yusupov hatte Vengerov sowohl Bratsche als auch Rockmusik auf einer elektrischen Geige mit fünf Saiten zu spielen und außerdem mit einer Partnerin Tango zu tanzen. Zuvor hatte er bei Didier Lockwood Unterricht genommen, um die E-Geige zu beherrschen. Zum Tango auf der Bühne erklärte Vengerov, er habe schon lange Tango lernen wollen, aber nie Zeit dafür gefunden und sich dann gesagt: „Maxim, wenn du wirklich Tango lernen willst, baue ihn in das Konzert ein.“ In diesem unruhigen „Ruhejahr“ 2005 entstand der Dokumentarfilm Maxim Vengerov – Living the Dream, der dem rastlosen Künstler von London über Moskau und Nowosibirsk nach Istanbul, Amsterdam, Israel, Hannover und Paris folgt.
Im nächsten Jahr konnte er sich wieder nicht vom Konzertbetrieb lossagen. Er begründete das in einem Interview damit, dass 2006 ein Mozart-Jahr (250. Geburtstag) und ein Schostakowitsch-Jahr (100. Geburtstag) war. 2007 fühlte er sich wegen des ständigen Reisens endgültig erschöpft, obwohl er die Auftritte als Solist eigentlich mochte. In dieser Zeit fühlte er in seinem rechten Arm eine merkwürdige Schwere. Er vermutete, dass er im Jahr 2005 seine rechte Schulter ruiniert hatte, als er täglich zwei Stunden lang ein Fitnessstudio besucht und intensiv mit Gewichten trainiert hatte.
Vengerov legte nun eine lange Pause ein. Er nutzte diese Zeit, um sich dem Dirigieren zuzuwenden. Zunächst unterrichtete ihn sein Klavierbegleiter Vag Papian im Dirigieren. Papian war als Dirigent ein Schüler von Ilja Mussin. Vengerov trat mit dem English Chamber Orchestra erstmals als Dirigent in Erscheinung. Nach seinem Debüt als Dirigent in der Carnegie Hall, das er 2007 mit dem Verbier Festival Orchestra im Rahmen einer Nordamerika-Tournee gab, schrieb die Kritikerin der New York Times: „Die Musiker reagierten magnetisch auf ihn.“ 2008 lud ihn die BBC ein, das BBC Concert Orchestra zu dirigieren. Ab 2009 nahm Vengerov bei Juri Simonow Unterricht im Dirigieren von Sinfonieorchestern. In den ersten beiden Jahren hatte er seine Auszeit von der Violine genossen, doch dann begann er das Leben als Konzertgeiger zu vermissen. Er ließ sich an der Schulter operieren. Die Rehabilitation dauerte ein weiteres Jahr, er musste sich die Bogenführung neu aneignen. 2010 wurde er Chefdirigent des neu gegründeten Gstaad Festival Orchestra. Nach knapp vier Jahren Unterbrechung trat er ab September 2010 wieder als Geiger auf. Im April 2012 feierte er sein Comeback mit einem Recital in der Wigmore Hall in London. Die Aufnahme dieses Konzerts war seine erste Einspielung seit fünf Jahren.
Im Jahr 2013 fand in Tokio zum ersten Mal sein Vengerov Festival statt, japanische Musiker waren die Teilnehmer. Beim zweiten Vengerov Festival 2014, wieder in Tokio, wurden zehn Konzerte gegeben, auch sein ehemaliger Dirigierlehrer Vag Papian war dabei. Das dritte Vengerov Festival fand bereits im September 2014 in Tel Aviv statt, Vengerov trat als Geiger und als Dirigent auf. Im selben Jahr schloss Vengerov sein Dirigierstudium bei Juri Simonow mit Auszeichnung ab. Danach ließ er sich noch zwei Jahre lang als Operndirigent ausbilden.
Ab dem Wintersemester 2019/2020 übernahm er eine dreijährige Stiftungsprofessur an der Universität Mozarteum Salzburg.

### Privates
Im Jahr 1997 hatte Vengerov einen Wohnsitz in Israel und seit 1995 eine Wohnung in Amsterdam. Er mochte Amsterdam, war aber nur einige Tage im Jahr in der Stadt. Im Vorjahr hatte er etwa 130 Konzerte gegeben. Er hielt sich fast immer in Konzerthallen, in Hotels oder im Flugzeug auf. In einer Fernsehdokumentation sagte er, unter diesen Bedingungen sei es unmöglich, in einer Beziehung zu leben.
Im November 2011 heiratete Vengerov Olga Gringolts, eine Schwester des russischen Geigers Ilya Gringolts. Er bekam mit ihr zwei Kinder. Die Familie wohnte im Jahr 2014 in Sankt Petersburg. Heute lebt Vengerov mit seiner Familie in Monaco.
Außer seiner Muttersprache Russisch spricht Vengerov Englisch. 2013 sagte er in einem Interview, er spreche auch ganz gut Deutsch und hoffe, in der Zukunft Französisch noch besser zu lernen.

## Instrumente
Violinen:
- bis 1988 eine Stradivari aus russischem Staatseigentum
- 1988–1992: eine Carlo Ferdinando Landolfi von 1760, Erwerb, 2002 irreparabel zerstört
- 1993–1995: Stradivari „Reynier“ von 1727, Leihgabe der „Moët Hennessy Louis Vuitton Organisation Frankreich“
- 1995–1998: Stradivari „Kiesewetter“ von 1723, Leihgabe der „Stradivari Society Chicago“
- 1998 bis heute: Stradivari „Kreutzer“ von 1727, Erwerb

Violen:
- März bis Mai 2002: eine Guarneri, Leihgabe der „Royal Academy of Music London“
- Mai bis Dezember 2002: „Archinto“-Stradivari von 1696, Leihgabe der „Royal Academy of Music London“

Bögen:
- 1994–2000: ein Bogen, der früher von Jascha Heifetz benutzt wurde, Leihgabe des Heifetz-Biografen Herbert R. Axelrod
- 2000 bis heute: ein im Tourte-Stil gefertigter Bogen von Pierre Simon (Frankreich); des Weiteren Bernardel, Marascot, Bazin.

## Auszeichnungen (Auswahl)
- 1984: Gewinner des „Junior Wieniawski Competition in Poland“
- 1990: 1. Preis beim Internationalen Carl-Flesch-Wettbewerb
- 1994: Junger Künstler des Jahres und (span.) „Ritmo-Künstler“ des Jahres der Zeitschrift „Grammophone“
- 1995: Gramophone Awards für die Einspielung der Violinkonzerte von Prokofiev und Shostakovich in den Kategorien „Best Record of the year“ und „Best Concerto Recording“
- 1996: zwei Grammy-Nominierungen – für das „Klassikalbum des Jahres“ und als „Bester Instrumentalsolist mit Orchester“ für Schostakowitschs Violinkonzert Nr. 1 und Prokofjew. Dieses Album wurde bei Grammophone „Schallplatte des Jahres“.
- 1997: Edison-Preis in der Kategorie „Beste Konzerteinspielung“ für Schostakowitsch Nre. 2 und Profkofiev
- 2003: Echo Klassik 2003 als „Instrumentalist des Jahres“ in der Kategorie „Violine“, für das Solo-Recital mit Bach, Schtschedrin und Ysaÿe
- 2004: Preis der Deutschen Schallplattenkritik für ein Album mit populärem französischen Konzertrepertoire
- 2004: Grammy in der Kategorie „Best Instrumental Soloist (with Orchestra)“ für die Britten/Walton-Einspielung
- 2006: Saarländischer Verdienstorden

## Einspielungen (Stand 2004)
Die Einspielungen Vengerovs erschienen bei verschiedenen Labels, darunter Teldec, EMI Classics und Warner Classics. 
2006 brachte Warner Classics eine Auswahl der bisherigen Aufnahmen auf 11 CDs. 2014 erschienen bei Warner Classics sämtliche Aufnahmen bis 2007  auf 19 CDs und einer DVD. Vengerovs Diskografie umfasst laut Discogs 34 Albums und zusätzlich 13 Kompilationen auf teils mehreren CDs (Stand 2023).
Bis 2004 spielte er folgende Werke ein:
- Bach, Johann Sebastian: Chaconne aus der Partita Nr. 2 d-moll BWV 1004
- Bach, J. S.: Violinsonate BWV 565
- Bazzini, Antonio: La Ronde des Lutins
- Bazzini, A.: Rondo für Violine und Klavier
- Beethoven, Ludwig van: Sonate Nr. 5 F-dur op. 24 „Frühlingssonate“
- Beethoven, L. v.: Violinsonate Nr. 7 c-moll op. 30/2
- Beethoven, L. v.: Violinsonate Nr. 9 A-Dur op. 47 „Kreutzer“
- Bloch, Ernest: 2. Satz „Nigun“ aus „Baal shem“
- Britten, Benjamin: Violinkonzert d-moll op. 15
- Brahms, Johannes: Ungarische Tänze Nr. 1, 2, 5, 7
- Brahms, J.: Violinkonzert D-Dur op. 77
- Brahms, J.: Sonate Nr. 2 A-Dur für Violine und Klavier op. 100
- Brahms, J.: Sonate Nr. 3 d-moll für Violine und Klavier op. 108
- Bruch, Max: Violinkonzert Nr. 1 g-moll op. 26
- Chatschaturian, Aram: Säbeltanz
- Chausson, Ernest: Poème für Violine und Klavier op. 25
- Chrennikow, Tichon: Violinkonzert Nr. 1 C-Dur op. 14
- Chrennikow, T.: Violinkonzert Nr. 2 C-Dur op. 23
- Debussy, Claude: Nachmittag eines Fauns
- Dvořák, Antonín: Humoreske Nr. 7
- Dvořák, A.: Violinkonzert a-moll op. 53
- Elgar, Edward: Sonate für Violine und Klavier op. 82
- Ernst, Heinrich Wilhelm: „Letzte Sommer-Rosen“-Variationen
- Ernst, H. W.: Valse-scherzo
- Glasunow, Alexander: Violinkonzert a-moll op. 82
- Goemans, Pieter: Aan de Amsterdamse Grachten (arr.: J. Stokkermans)
- Händel, Georg Friedrich: Sonate Nr. 4
- Kreisler, Fritz: Schön Rosmarin
- Kreisler, F.: Tambourin chinois
- Kreisler, F.: Caprice viennois op. 2
- Lalo, Édouard: Violinkonzert Nr. 2 d-moll op. 21 „Symphonie espagnole“
- Massenet, Jules: „Méditation“ aus der Oper „Thaïs“
- Melkinow, Alexander: Drei Stücke für Violine und Klavier op. 7
- Mendelssohn Bartholdy, Felix: Auf Flügeln des Gesanges
- Mendelssohn Bartholdy, F.: Violinsonate F-Dur
- Mendelssohn Bartholdy, F.: Violinkonzert e-moll op. 64
- Messiaen, Olivier: Thème et variations
- Monti, Vittorio: Csardas
- Mozart, Wolfgang Amadeus: Adagio E-Dur KV 261
- Mozart, W. A.: Sinfonia Concertante Es-Dur KV 364
- Mozart, W. A.: Violinsonate B-Dur KV 378 (317d)
- Nielsen, Carl: Violinkonzert op. 33
- Novacek, Ottokar Eugen: Perpetuum mobile
- Paganini, Niccolò: I Palpiti op. 13 (arr. Kreisler)
- Paganini, N.: Violinkonzert Nr. 1 D-Dur op. 6
- Petrow, Andrei: Konzert für Violine und Orchester
- Ponce, Manuel María: Estrellita
- Prokofjew, Sergei: Violinkonzert Nr. 1 D-Dur op. 19
- Prokofjew, S.: Violinkonzert Nr. 2 g-moll op. 63
- Rachmaninow, Sergei: Vocalise
- Ravel, Maurice: Tzigane, rhapsodie de concert
- Saint-Saëns, Camille: Havanaise E-Dur op. 83
- Saint-Saëns, C.: Introduction et Rondo capriccioso op. 28
- Saint-Saëns, C.: Violinkonzert Nr. 3 h-moll op. 61
- Sarasate, Pablo de: Caprice basque op. 24
- Schubert, Franz: Ave Maria
- Schubert, F.: Fantasie C-Dur D 934
- Schtschedrin, Rodion: Echo sonata op. 29
- Schtschedrin, Rodion: Balalaika op. 100
- Schtschedrin, Rodion: Concerto cantabile
- Schostakowitsch, Dmitri: 10 Präludien aus op. 34 (Nr. 2, 6, 12, 13, 17–22)
- Schostakowitsch, Dmitri: Violinkonzert Nr. 1 a-moll op. 77 (op. 99)
- Schostakowitsch, Dmitri: Violinkonzert Nr. 2 cis-moll op. 129
- Sibelius, Jean: Violinkonzert d-moll op. 47
- Strawinsky, Igor: Violinkonzert in D
- Takeuchi: Genki wo dashite (arr.: J. Cameron)
- Tschaikowski, Pjotr Iljitsch: Mélodie
- Tschaikowski, P. I.: Sérénade mélancolique op. 26
- Tschaikowski, P. I.: Souvenir d’un lieu cher
- Tschaikowski, P. I.: Valse-scherzo
- Tschaikowski, P. I.: Violinkonzert D-Dur op. 35
- Uspenski, Wladislaw: Phantasmagoria für zwei Violinen und Orchester
- Vivaldi, Antonio: Konzert h-moll für vier Violinen und Orchester RV 580 op. 3 Nr. 10
- Walton, William: Violakonzert (Version von 1961)
- Waxman, Franz: Carmen-Fantasie
- Wieniawski, Henryk: Légende op. 17
- Wieniawski, H.: Polonaise Nr. 1 op. 4
- Ysaÿe, Eugène: Ballade
- Ysaye, E.: Solosonaten op. 27 Nr. 2, 3, 4, 6

## Dokumentarfilme
- Maxim Vengerov – Playing by Heart, 1988, Video bei YouTube (50:42 Min.). Der Film wurde beim Cannes Television Festival 1999 gezeigt.[34]
- Maxim Vengerov – Living the Dream, 2007 als DVD (71 Min.). 2008 mit dem Gramophone Award für den besten Dokumentarfilm prämiert.[34]